# Periodisme ciutadà

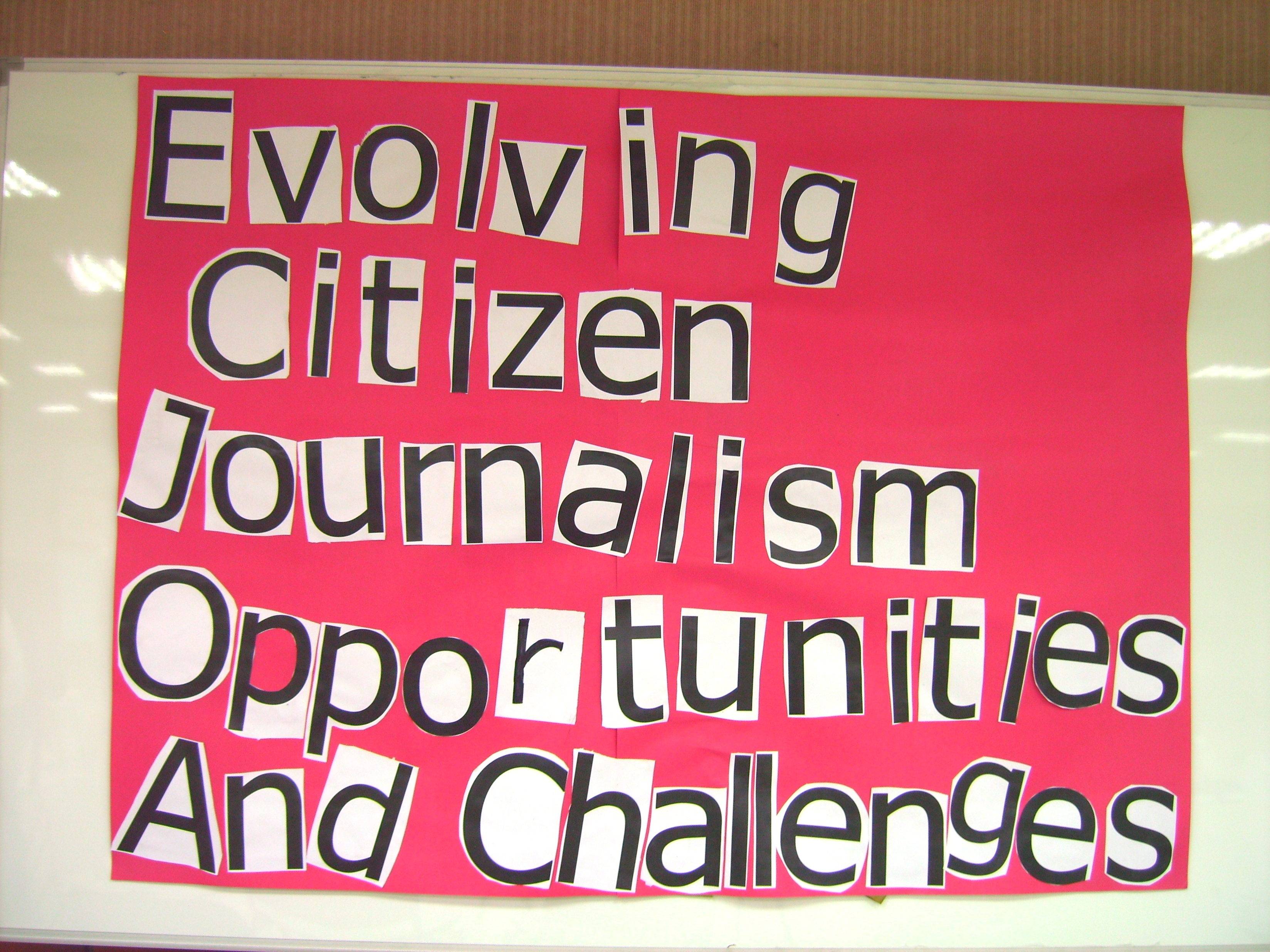
Desconferència sobre periodisme ciutadà el 2 d'agost de 2007

El periodisme ciutadà o periodisme de carrer és el procés de recerca, elaboració d'informes, anàlisi i difusió de notícies i informació de manera activa i essencial per part de la ciutadania, com a forma alternativa i activista de recollir notícies i informes fora de les grans institucions del periodisme professional, pagat pels (i sotmès als) grans poders econòmics i polítics. És a dir, l'ús de les eines de la premsa per a que la ciutadania s'informi mútuament
L'objectiu és que la ciutadania pugui estar informada sobre la realitat que l'envolta sense necessitat de recórrer als mitjans de comunicació tradicionals amb biaix informatiu mercantilista. No es tracta tant de substituir el periodisme tradicional sino de complementar-lo, i especialment evitar que els medis mercantilistes controlin la informació en exclusivitat.
El periodisme ciutadà no s'ha de confondre amb el periodisme cívic, que es realitza únicament per periodistes professionals, ni amb el periodisme col·laboratiu, que implica el treball conjunt de periodistes professionals i no professionals.

## Història als Estats Units

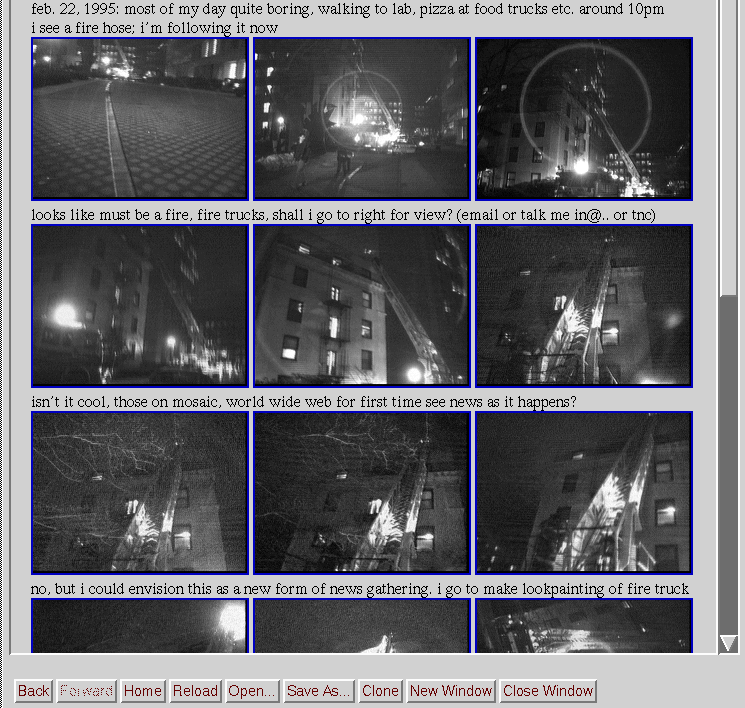
Un reportatge sobre un incendi fet el 1995, un dels primers exemples de periodisme ciutadà usant dispositius mòbils.

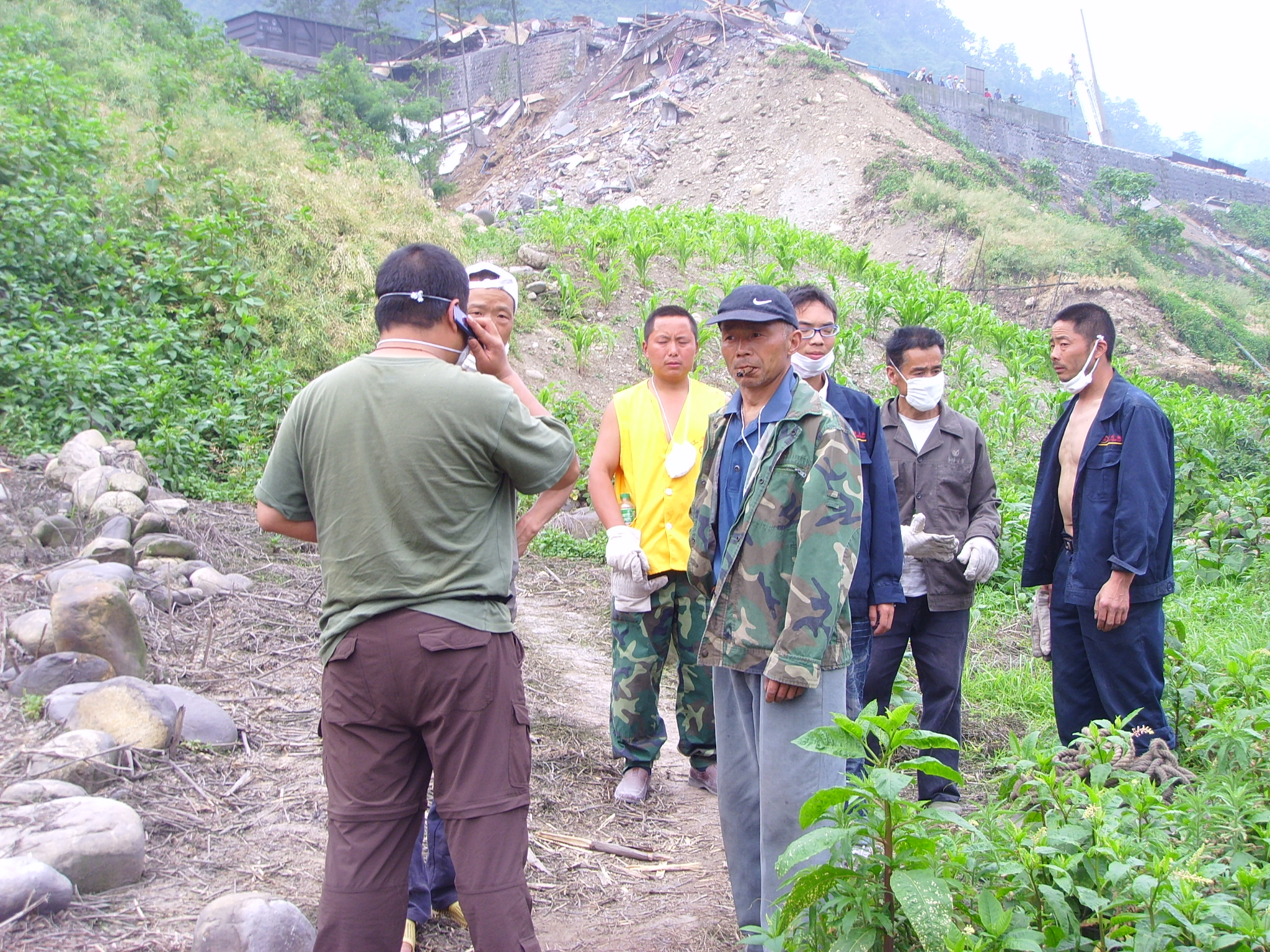
Home informant des d'un telèfon mòbil

La idea que la ciutadania pugui realitzar periodisme té una llarga història. El moviment del periodisme ciutadà, sorgit després del periodisme tradicional, va començar a qüestionar la predictibilitat de la seva cobertura dels esdeveniments, com en el cas de les eleccions presidencials de 1988 als Estats Units. Els periodistes es van convertir en part de l'opinió pública, un moviment del periodisme que va erosionar la confiança en els mitjans de comunicació i va fomentar el desencant públic general amb la política i els afers públics.
A l'inici, les discussions sobre periodisme públic es van centrar en la promoció d'un periodisme "per al poble”. Segons Leonard Witt, però, els primers esforços de periodisme públic van ser "sovint part dels projectes especials" que eren cars i requerien molt de temps. Massa sovint aquests projectes esdevenien un problema per seguir endavant.
Amb la tecnologia actual el moviment del periodisme ciutadà ha trobat una nova via per captar les notícies i distribuir-les a nivell mundial. Mary-Rose Papandrea, professora de dret constitucional a la Universitat de Boston, assenyala en el seu article, Periodisme Ciutadà i el Privilegi del Periodista, que: 
En molts aspectes, la definició de "periodista" ha donat un gir complet. Quan es va adoptar la Primera Esmena de la Constitució dels Estats Units, la "llibertat de premsa" es referia literalment a la llibertat de publicar utilitzant el paper, ja que les impressores de 1775 no publicaven exclusivament diaris, sinó que dedicaven la major part dels seus materials d'impressió als clients que els pagaven. Els diaris i pamflets de l'època revolucionària americana eren predominantment partidistes i s'hi van tornar encara més amb el canvi de segle. Al mateix temps que a l'est dels Estats Units va començar a produir-se una circulació massiva de la informació i dels diaris, la paraula “periodisme” va passar a ser utilitzada popularment. Tot i això, no va ser fins al segle xix que el concepte de “premsa” es va estendre fins a arribar als ciutadans.
La tecnologia dels nous mitjans, com ara les pàgines web o les xarxes socials i de participació en els mitjans de comunicació, a més del creixement de la telefonia mòbil, han fet el periodisme ciutadà més accessible a la població mundial. Degut al desenvolupament tecnològic, la ciutadania sovint pot informar sobre notícies d'última hora amb més rapidesa que els periodistes de mitjans tradicionals.

## Eines usades

### Telèfons

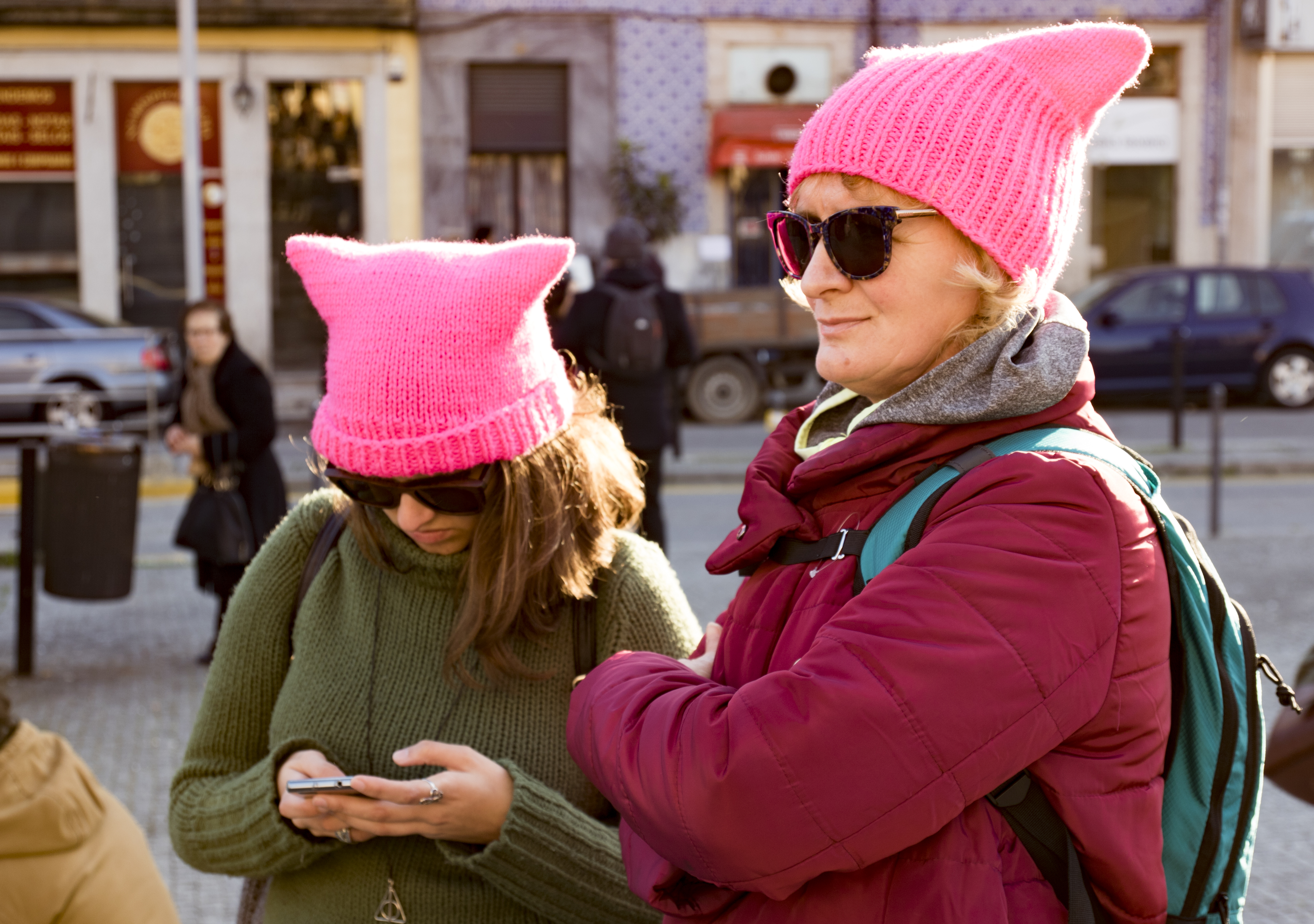
Marxa de les dones en 2017

El periodisme ciutadà es realitza actualment a través de nous mitjans de comunicació, com ara la telefonia mòbil i Internet. Els telèfons mòbils tenen el potencial de transformar la informació i ofereixen opcions de baix cost a les persones per tal d'establir mitjans de notícies. En particular, permeten prendre fotografies i fer videos als llocs on ocorren els fets per a poder-los distribuir ràpidament. S'han usat molt per a "demostrar" altres punts de vista a esdeveniments conflictius i a manifestacions, com típicament les independentistes a Catalunya i les del Moviment 15-M.

### Xarxes virtuals

Algunes persones informen directament a les xarxes socials virtuals en comptes de passar notes de premsa als diaris.

Una de les eines més usades són les xarxes socials virtuals, com ara Twitter, Youtube, Instagram, Facebook, etc. La primera és usada sovint per a enllaçar a articles escrites en fòrums, blocs i altres llocs web. També és coneguda pel fet de ser la favorita per a propaganda electoral, feta servir per exemple per Donald Trump. Permet missatges ràpids al mateix temps que ocorre un succès.
Altres són les que directament enllacen a persones interessades mitjançant grups, com per exemple WhatsApp, Telegram i grups de Facebook.

### Llocs de marcadors socials
La informació llançada a llocs ràpis com Twitter o Instagram sovint enllaça a articles desenvolupats que es troben generalment a marcadors socials. Aquests poden ser de temes específics o més generals, poden tenir "submarcadors" per a agrupar temes, poden ser més de notícia immediata o de desenvolupament i recerca en profunditat, etc. Un exemple dels més populars n'és Reddit.

### Blogs
Alguns altres llocs web on dipositar articles són els blocs. L'inici dels blogs informatius s'atribueix a Jorn Barger que va fer servir el terme "weblog" el 17 de desembre de 1997. En aquell moment sorgeixen algunes pàgines capdevanteres i significatives com la de Dave Winer, que va ser una de les primeres que es va posar en marxa l'u d'abril del mateix any. El seu blog, basat en les notícies sobre el món industrial i de la tecnologia, va ser una de les primeres fonts d'informació alternativa per l'àmbit social. Un altre tipus és el de cronistes sobre conflictes bèl·lics, sovint explicats per persones que els viuen in situ.

## Exemples

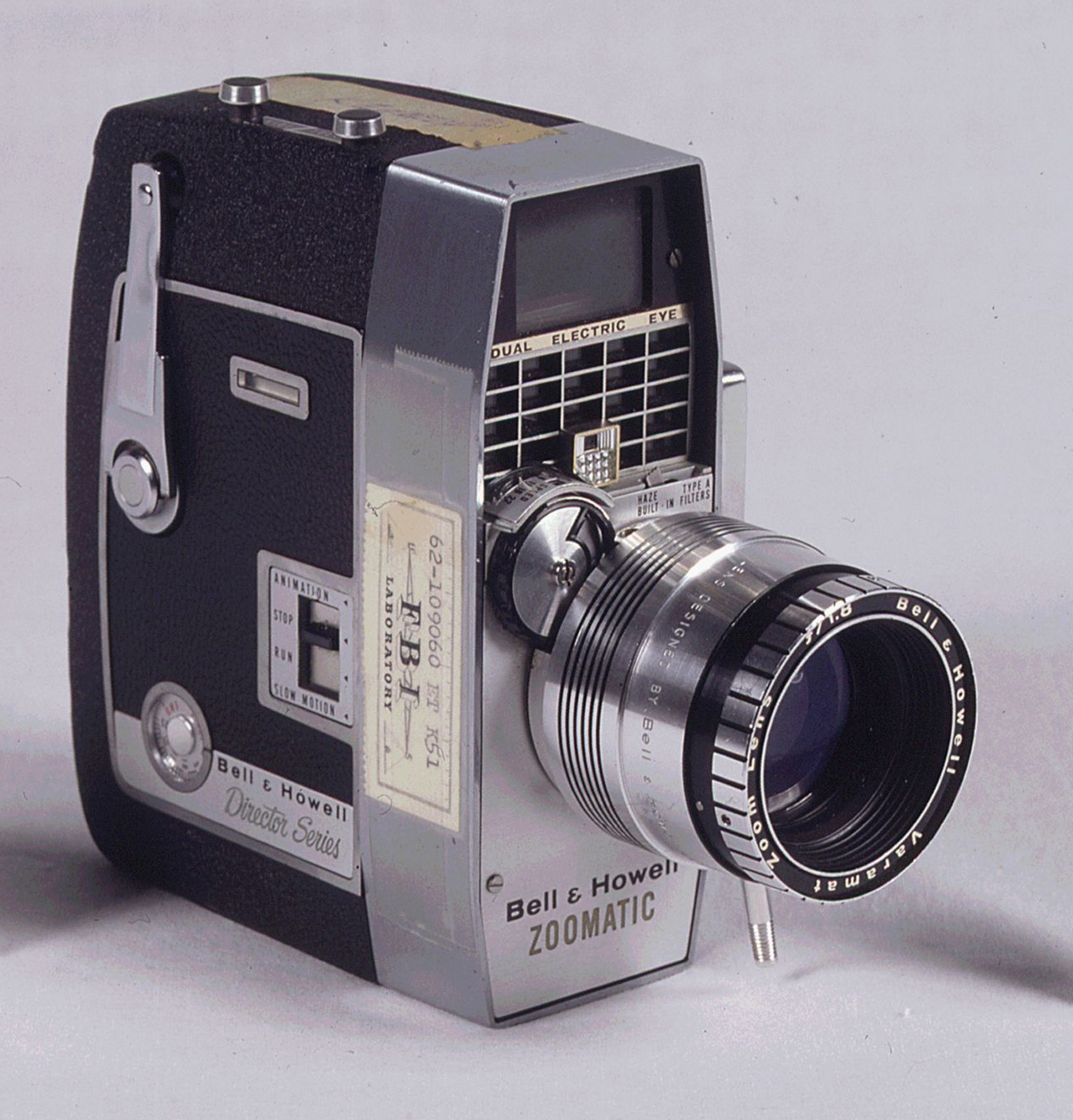
La càmera d'Abraham Zapruder, a la col·lecció dels Arxius Nacionals dels Estats Units

Abraham Zapruder, que va filmar l'assassinat del president John Fitzgerald Kennedy amb una càmera casolana, sovint es presenta com un avantpassat del periodisme ciutadà. El ciutadà egipci Wael Abbas va ser guardonat amb diversos premis internacionals d'informació pel seu bloc Misr digital (Egipte Digital).
Alguns dels exemples més rellevants del periodisme ciutadà en casos d'importants esdeveniments al món són: la primavera àrab, el moviment Occupy Wall Street, les protestes de 2013 a Turquia, el terratrèmol d'Haití del 2010, i més recentment el conflicte entre Rússia i Ucraïna.

## Crítiques
Entre els crítics del periodisme ciutadà es troben alguns periodistes professionals, que afirmen que no està regulat i és realitzat per no professionals. Consideren que, com a conseqüència, la qualitat i la cobertura dels esdeveniments és inferior.
El The New York Times ha acusat els defensors d'aquest tipus de periodisme de deixar de banda el seu objectiu principal: l'objectivitat. Tanmateix, aquesta mateixa crítica és la que el periodisme ciutadà fa al tradicional, i que a més aquesta subjectivitat va a favor de qui pagui més, cosa que en principi és contra la base de les persones a peu de carrer. De fet, un dels motius principals i bàsics de l'aparició del periodisme ciutadà va ser precisament la manca d'objectivitat en l'elecció de continguts i en la manera d'explicar-los, així com el temps o espai dedicat.
Així i tot, alguns periodistes professionals que treballen a l'àmbit tradicional consideren que només els periodistes convenientment formats poden entendre l'exactitud i l'ètica requerides en la transmissió de notícies.